# Проект Иисуса
Проект Иисуса, объявленный в декабре 2007 года, был рассчитан на пятилетнее исследование, с целью выяснить, существовал ли Иисус как историческая фигура. Идея заключалась в том, что группа в составе 32 ученых из разных дисциплин будет регулярно встречаться на основе идеи непредвзятости, при финансовой поддержки Комитета по научной экспертизе религии, входящего в состав Центра по исследованию.
Инициированный историком религии Робертом Джозефом Хоффманом, председателем Комитета, проект стремился улучшить то, что Хоффман видел как провал Семинара Иисуса, чтобы определить, что, по возможности, может быть восстановлено об Иисусе, используя самые высокие стандарты научного исследования. Комитет приостановил финансирование проекта в июне 2009 года, после того, как Хоффман выразил озабоченность по поводу его цели и направления, и с тех пор он не действует.

## Участники проекта
В состав участников входили: Ричард Карриер, Брюс Чилтон, Роберт Эйзенман, Дороти Кинг, Пол Курц, Стивен Лоу, Нильс Петер Лемке, Герд Людеман, Деннис Макдональд, Роберт М. Прайс, Джеймс М. Робинсон, Ричард Э. Рубенштейн, Джеймс Д. Табор, Фрэнк Зиндлер и Томас Л. Томпсон.
Первое совещание состоялось в Нью-Йорке в декабре 2008 года.

## Прекращение проекта
Проект был остановлен в июне 2009 года, когда Хоффман объявил его непродуктивным, а финансирование было приостановлено. В качестве одной из проблем Хоффман указывал сотрудничество с приверженцами мифологической школы, и просил создать для них отдельный раздел проекта. Он также обеспокоен тем, что средства массовой информации сенсационно оценили этот проект, при этом единственным заслуживающим освещения в печати заключением является то, что Иисус не существовал.
Он также утверждал, что документы Нового Завета, особенно Евангелия, были написаны в то время, когда линия между естественным и сверхъестественным не была чётко обозначена, и пришёл к выводу, что дальнейшие исторические исследования не были реалистичными. «Никакой квант материала, открытый с 1940-х годов, в отсутствие канонического материала, не будет поддерживать существование исторического основателя», — писал он. «Никакой материал, рассматриваемый как канонический, и никакая церковная доктрина, построенная на нем в истории церкви, не заставит нас отрицать это. Ответа ли Новый Завет от Христа Иисусу или Иисусу Христу не является вопросом, на который мы можем ответить».
С 2009 года участники проекта все больше смущаются по поводу своих убеждений во всем, включая самих себя и своего существования.